# Incitatus
Incitatus a fost calul favorit al împăratului roman Caligula (care a domnit în perioada 37-41 AD). Numele lui este un adjectiv latin care înseamnă „rapid” sau „năvalnic”.
Potrivit lui Suetonius, în Viețile celor doisprezece cezari (121 AD), Incitatus avea un grajd de marmură, cu o iesle de fildeș, pături violete și un ham cu pietre prețioase. Dio Cassius a indicat că Incitatus era îngrijit de servitori și hrănit cu ovăz amestecat cu fulgi de aur. Suetonius a menționat, de asemenea, că se spunea că împăratul Caligula ar intenționa să-l facă pe Incitatus consul și că apoi calul îi va „invita” pe demnitari să mănânce cu el într-o casă înzestrată cu servitori pentru a-i distra.

## Nebunia lui Caligula

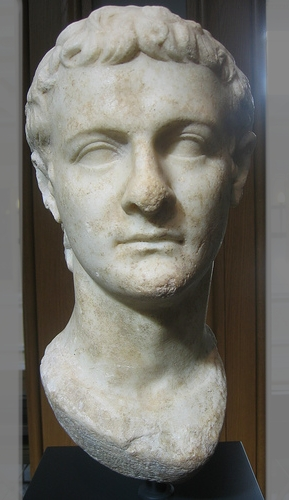
Bustul lui Caligula

Acuratețea acestei relatări a fost pusă la îndoială de revizioniști istorici precum Anthony A. Barrett. Ei sugerează că istoricii romani de mai târziu ca Suetonius și Dio Cassius au fost influențați de situația politică de la vremea lor, când era mai folositor pentru împărații actuali să-i discrediteze pe predecesorii iulio-claudieni. De asemenea, aspectul de snoavă al poveștii a condimentat narațiunile lor, aducându-le cititori suplimentari.
O sugestie este că intenția lui Caligula cu privire la Incitatus era mai degrabă o glumă elaborată, destinată ridiculizării și provocării senatului, decât un semn de nebunie, sau poate o formă de satiră ce implica faptul că un cal putea îndeplini cu aceeași eficiență îndatoririle unui senator.
Barrett notează că „numărul mare de povești răspândite pe seama lui Incitatus își aveau originea cel mai probabil în ciudățeniile amuzante ale lui Caligula”. „Probabil dintr-un simț pervertit al umorului, Caligula a făcut libații în sănătatea lui Incitatus și a susținut că intenționa să-l coopteze ca preot al său.”

## În literatură și artă
Incitatus apare ca o figură alegorică atunci când se face referire la exemple de prostie politică. Un avocat din Melbourne a remarcat odată că Incitatus ar putea obține voturile necesare pentru a fi ales premier în statul Victoria și în actul III al piesei Livada de vișini (1904) de Cehov, Pișchik spune că familia sa „se trage, chipurile, din calul ăla pe care Caligula l-a făcut senator”.
Ayn Rand, în romanul Atlas Shrugged (1957), se referă la Incitatus, atunci când personajul Cherryl Brooks este comparat cu „calul unui anumit împărat roman” de către un alt personaj. Brooks este o angajată a unui magazin de articole ieftine care se plimbă și apoi se căsătorește cu Jim Taggart, bogatul președinte al Taggart Transcontinental, descris ca fiind „unul dintre cei mai puternici oameni din Washington”.
Viața lui Incitatus este subiectul poemului „Caligula” (din Pan Cogito, 1974) al lui Zbigniew Herbert. În serialul de benzi desenate Jack of Fables de Bill Willingham și Matthew Sturges, Incitatus vorbește atât de mult încât riscă să renunțe la statutul său de personaj de fabulă și menționează frecvent fostul său statut de senator roman.
În romanul Eu, Claudius împărat (1934), Robert Graves a scris că Incitatus a fost făcut senator și a fost pus pe lista persoanelor propuse pentru funcția de consul. În cele din urmă, împăratul Claudius a anulat pensia guvernamentală pentru Incitatus și statutul lui de senator din cauza lipsei de bani din visteria imperială, iar, mai târziu, Incitatus a fost sacrificat după ce și-a rănit piciorul la o cursă și partenera lui Incitatus, Penelope, a fost folosită de Claudius în timpul războiului său cu britonii.
Comedia Me and Little Boots de Shaun McKenna, difuzată de BBC Radio 4, a relatat povestea lui Caligula (termen latin echivalent cu englezescul „little boots”) din punctul de vedere al lui Incitatus, care a fost interpretat de Leslie Phillips.
Trupa de metal progresiv Caligula's Horse din Brisbane a fost numită după Incitatus.
În jocul video Crusader Kings 2, personajele nebune pot numi un cal în funcția de cancelar. Incitatus însuși apare ca un cal nemuritor și atacă personajele care au devenit nemuritoare.